# Holocephalus cristatus
Holocephalus cristatus là một loài bọ cánh cứng trong họ Bọ hung (Scarabaeidae).